# 河内長野市立図書館
河内長野市立図書館（かわちながのしりつとしょかん）は、大阪府河内長野市昭栄町7号1番にある公共図書館。河内長野市立市民交流センターとともにキックス（kiccs）とよばれる複合施設内にある。
河内長野市が所有・運営する図書館であるが、2020年（令和2年）1月1日から2024年（令和6年）12月31日までは、同市内に主力工場が所在する総合工具メーカーである
TONE株式会社との間で施設命名権（ネーミングライツ）に関する契約を締結。契約期間中は、河内長野市立図書館 Supported by TONE（かわちながのしりつとしょかん　サポーティッド・バイ・トネ）という名称も用いている。

## 概要
2011年度実績では、蔵書数は452,226冊、年間貸出数は1,127,872冊となっており、公民館図書室（川上公民館、加賀田公民館、高向公民館、千代田公民館、三日市公民館、天見公民館、天野公民館、南花台公民館）8室のセンター機能も果たす。自動車文庫（移動図書館）を所持しており、市内23か所を巡回している。
小児向けには月に7回「おはなし会」を、乳幼児（1歳児、2歳児）向けに毎月「赤ちゃんタイム」という絵本等の読み聞かせが行われており、自由に参加することができる。また、絵本などの児童書が全45万冊のうち約13万冊と多いなど、子ども向けのサービスが充実している。

## 施設概要
河内長野市立市民交流センター（キックス）内の1,2階と地下1階に図書館がある。1階は主に児童書や絵本、ヤングアダルト、雑誌・新聞、楽譜などが配架されている。2階は一般書が中心となっており、窓際には自習机などのコーナーが設置されている。
1,2階とも出入口とカウンターを設けているが、17時（午後5時）以降は2階のカウンターを閉鎖しているため、常時開いているのは1階のカウンターのみである。また、2階には2017年6月13日から自動貸出機を設置したことを機に、カウンターの業務を事実上レファレンスに特化。自動貸出機も17時で稼働を終了するため、17時以降の蔵書の貸し出しについては、1階のカウンターで対応する。
地下1階は書庫で、予約制の館内見学ツアーに参加するか、特別な許可を得ない限り一般者への入室を認めていない。
施設構造
- 地上5階地下2階（うち図書館:地上1,2階）
- 建物延床面積 : 16,374.13㎡
- 図書館延床面積 : 3,910.17㎡

蔵書数

| - 図書 : 452,226冊 - 一般書 : 322,284冊 - 児童書 : 129,942冊 - 録音図書 : 2,037本 | - ビデオ : 2,879巻 - DVD : 787本 - CD : 3,271枚 |

逐次刊行物
- 雑誌 : 366誌
- 新聞 : 32紙

（2012年3月末現在）

## 歴史
1947年（昭和22年）4月1日に長野町立図書館として、長野国民学校（現在の河内長野市立長野小学校）の敷地内で開館した。大阪府下では戦後早期の開館であり、それは1950年の大阪府内に図書館が11館しかなかったことからも分かる。なお、当時の図書館は至誠館と呼ばれており、1939年（昭和14年）1月25日竣工の神社形式を取り入れた内部は畳敷きの建物で、長野町尋常高等小学校の時代から図書等が保管されていた。開館の際には、至誠館の歴史的価値などの理由により撤去が難しかったため、そのまま流用する形での認可を得て、町立図書館として発足した。
その後、町村合併によって河内長野市が誕生すると同時に河内長野市立図書館に改称し、1967年（昭和46年）6月13日には鉄筋コンクリート3階建てに建て替えられた。その後、図書の増加や利用者数の激増により、図書館が手狭となったことにより「河内長野市立図書館基本計画」で図書館の移転が決定され、2002年（平成14年）7月6日に河内長野市立市民交流センター（キックス）内に、3,910.17㎡という比較的大きな規模の図書館として開館した。
当館を所管する河内長野市教育委員会事務局生涯学習部では、市有施設の施設命名権（ネーミングライツ）事業の一環として、2019年（令和元年）7月1日から開設後初めて当施設の命名権者（ネーミングライツパートナー）を募集。この募集へ応じたTONE株式会社をネーミングライツ事業優先候補者に選定した後に、翌2020年（令和2年）1月1日から5年間の命名権契約を締結した。契約期間中の施設名は河内長野市立図書館 Supported by TONEで、同社から得られた命名権料は、蔵書の充実や施設の維持管理などに充当。同社からの提案に沿って、契約期間中には社名とロゴ（TONE）を館内設備、移動図書館、返却ボックスなどに表示している。

### 年表
- 1947年4月1日 - 長野町立図書館として開館する。
- 1954年4月1日 - 河内長野市立図書館設置条例を施行し、河内長野市立図書館に改称。
- 1967年6月13日 - 河内長野市西代町14-2に新館に建て替えて開館。
- 1984年10月1日 - 複写（コピー）サービスを1枚20円で開始する。
- 1985年
  - 4月1日 - 自動車文庫の基地建物が完成し、自動車文庫車「きく1号」を配備する。
  - 5月 - 自動車文庫が13ステーションに巡回を開始する。
- 1991年
  - 4月1日 - ビデオソフトの貸し出しを開始。
  - 12月26日 - 河内長野市新図書館整備基本方針検討委員会が設置される。
- 1992年10月 - 河内長野市立図書館にコンピュータが導入される。
- 1995年
  - 1月27日 - 河内長野市立図書館基本計画策定委員会が設置される。
  - 12月20日 - 「河内長野市立図書館基本計画」で新しい図書館の設置が決定される。
- 2002年
  - 3月1日 - 新館移転のため西代町にあった河内長野市立図書館が休館する。
  - 7月6日 - キックス内に河内長野市立図書館へ移転するとともに開館し、祝・休日開館や平日夜間開館が実施される。また、8つの公民館図書室とオンライン化、配本車の巡回、インターネット蔵書検索サービスが開始される。
- 2008年11月25日 - インターネット予約が開始される。
- 2009年
  - 4月 - 公民館との相互貸借便の配送委託が開始される。
  - 7月29日 - 河内長野駅、千代田駅、三日市町駅前に返却ポストが設置される。
- 2010年4月1日 - 開館日の開館時間をすべて午後8時まで拡大される。
- 2014年4月1日 - 河内長野市有料広告掲載事業に関する基本要綱に沿って、事業者や団体を対象に、当館が指定する配架雑誌の購入代金を年度単位で賄う雑誌スポンサー制度を導入。
- 2018年6月13日 - 自動貸出機1台を2階のカウンターへ設置したことに伴って、図書館員による2階カウンターでの蔵書貸し出し受付業務を原則として終了。
- 2019年
  - 7月1日 - 河内長野市教育委員会事務局生涯学習部が、当館のネーミングライツパートナーの募集を開始。
  - 7月24日 - TONE株式会社が、ネーミングライツパートナーに応募。
  - 9月26日 - 河内長野市教育委員会事務局生涯学習部が、TONE株式会社を、当館のネーミングライツ事業優先候補者に選定[8]。
- 2020年
  - 1月1日 - ネーミングライツに関するTONE株式会社と河内長野市の契約に沿って、同日から2024年12月31日まで、当館の対外的な名称を河内長野市立図書館 Supported by TONEに変更[2]。
  - 3月3日 - 年頭から日本国内で新型コロナウイルスへの感染が拡大していることを背景に、（本来の休館日である月曜日をはさんで）5月17日（日曜日）まで臨時休館。ただし、3月25日（水曜日）から4月10日（金曜日）まで貸し出し予約済み蔵書の引き渡し業務を館外（キックス1階のロビー）で、5月12日（火曜日）から22日（金曜日）まで郵便（レターパックまたはスマートレター）による貸し出し予約済み蔵書（利用登録者1名につき2冊まで）の発送サービスを特別に実施した。
  - 9月1日 - 「河内長野市立電子図書館」と称して、河内長野市内に在住・通勤・通学する利用者登録者向けに電子書籍の提供（貸し出し）業務を開始[9]。

## サービス
大阪市・東大阪市・八尾市・柏原市・松原市・藤井寺市・羽曳野市・富田林市・大阪狭山市・太子町・河南町・千早赤阪村・橋本市・五條市との図書館相互利用が行われており、河内長野市在住・在勤・在学者のほか、上記の11市2町1村の在住者も利用者登録を済ませれば、「広域相互利用者」扱いで図書を借りられる。
- 開館時間 : 午前9時30分～午後8時
- 休館日 : 毎週月曜日・年末年始・特別整理期間
- 貸出 : ひとり30冊まで（うち、ビデオ・DVD・CDは4巻まで）15日間

貸出した図書の返却は、公民館図書室のほか、図書館の入る市民交流センター正面玄関右側の返却ポスト（視聴覚資料も返却可能）や河内長野駅、千代田駅、三日市町駅、奥河内くろまろの郷（JA大阪南が運営する農産物直売所「あすかてくるで　河内長野店」）前の返却ポスト（視聴覚資料の返却は不可）でも可能である。館内にはOPACの専用端末があり、全館の資料の検索ができる。インターネット（携帯電話やスマートフォンを含む）で資料検索や貸出予約・延長、メールでの予約本の取り置き通知なども可能となっている。
「河内長野電子図書館」では、ひとり3点以内で電子書籍を15日間借りられる。河内長野市内に在住・通勤・通学する利用者登録者には、図書の貸出・予約上限（30冊）と別枠扱いで、電子書籍の貸出・上限を3点に規定。ただし、「広域相互利用者」には電子書籍の貸し出しを認めていない。

## 立地
- 南海高野線・近鉄長野線 河内長野駅、南海高野線千代田駅から南海バスで「市民交流センター前」バス停下車後すぐ。
- 南海高野線千代田駅、三日市町駅、美加の台駅からモックルコミュニティバスで「市民交流センター前」バス停下車後すぐ。
- 国道170号（大阪外環状線）の河内長野警察署前交差点を北西方向へ曲がってすぐ。地上・地下駐車場がある。